# Stora Hundsjön, Västmanland
Stora Hundsjön är en sjö i Sala kommun i Västmanland och ingår i Norrströms huvudavrinningsområde. Sjön är 2 meter djup, har en yta på 0,117 kvadratkilometer och befinner sig 106,4 meter över havet.

## Delavrinningsområde
Stora Hundsjön ingår i det delavrinningsområde (665098-153755) som SMHI kallar för Inloppet i Silvköparen. Medelhöjden är 100 meter över havet och ytan är 22,12 kvadratkilometer. Det finns ett avrinningsområde uppströms, och räknas det in blir den ackumulerade arean 32,81 kvadratkilometer. Skvalån som avvattnar avrinningsområdet har biflödesordning 3, vilket innebär att vattnet flödar genom totalt 3 vattendrag innan det når havet efter 148 kilometer. Avrinningsområdet består mestadels av skog (86 procent). Avrinningsområdet har 0,12 kvadratkilometer vattenytor vilket ger det en sjöprocent på 0,5 procent.